# Стивенсон, Эдлай Эвинг I
Эдлай Эвинг Стивенсон I (англ. Adlai Ewing Stevenson I; 23 октября 1835 — 14 июня 1914) — американский политический и государственный деятель; 23-й вице-президент США с 1893 по 1897 год.

## Биография
Эдлай Стивенсон родился на ферме в округе Крисчен, Кентукки, в семье Джона Тёрнера Стивенсона и Элайзы Юинг Стивенсон. Обучался в школе Блю Уотер, Кентукки. В 1852 году сильный мороз уничтожил многие табачные культуры фермы. Его отец освободил нескольких рабов и семья переехала в Блумингтон, Иллинойс. Стивенсон посещал университет Иллинойс Уэслиан, позже он окончил Центральный колледж в Дэнвилле, Кентукки. Из-за смерти отца Эдлай возвращается в Иллинойс, где устраивается на лесопилку.
В 1858 году Стивенсон был принят в коллегию адвокатов. Как молодой юрист, он познакомился с такими адвокатами, как Стивен Дуглас и Авраам Линкольн. Неприязнь Линкольна и Стивенсона, возможно, возникла из-за несколько унизительных замечаний Линкольна.

## Карьера
В 1864 году Стивенсон был назначен окружным прокурором. В 1868 году он стал заниматься юридической практикой со своим кузеном, Джеймсом Юингом, в Блумингтоне, в результате чего «Stevenson & Ewing» стала одной из самых известных юридических фирм штата. Позже Юинг стал послом США в Бельгии.
В 1874 году Эдлай Стивенсон был избран членом палаты представителей от демократической партии. Местные республиканские газеты изобразили его, как «мерзкого сепаратиста», но продолжавшиеся трудности экономического кризиса 1873 года помогли демократам стать большинством в Конгрессе. В 1876 году Стивенсон проигрывает выборы в палату представителей. В 1885 году он становится помощником почтмейстера президента Гровера Кливленда.
В 1892 году демократы выбрали Стивенсона кандидатом в вице-президенты. Сторонник доллара и бесплатного серебра, он выступал за раздутие валюты с целью облегчения экономических бедствий в сельских районах. В 1893 году Кливленду удалили рак горла, в результате чего у него была удалена вся верхняя челюсть. Об операции вице-президент узнал при встрече с президентом. После проигрыша на выборах 1900 года Стивенсон вернулся к частной практике в Иллинойсе.

## Личная жизнь
В 1866 году Эдлай Стивенсон женился на Летиции Грин, в которую влюбился в колледже. У супругов родилось трое детей.
Дед своего тёзки, политика Эдлая Стивенсона II.